# Drosophila atroscutellata
Drosophila atroscutellata är en tvåvingeart som beskrevs av Elmo Hardy 1967. Drosophila atroscutellata ingår i släktet Drosophila och familjen daggflugor.
Artens utbredningsområde är Hawaii.